# Адамівка (Бережани)

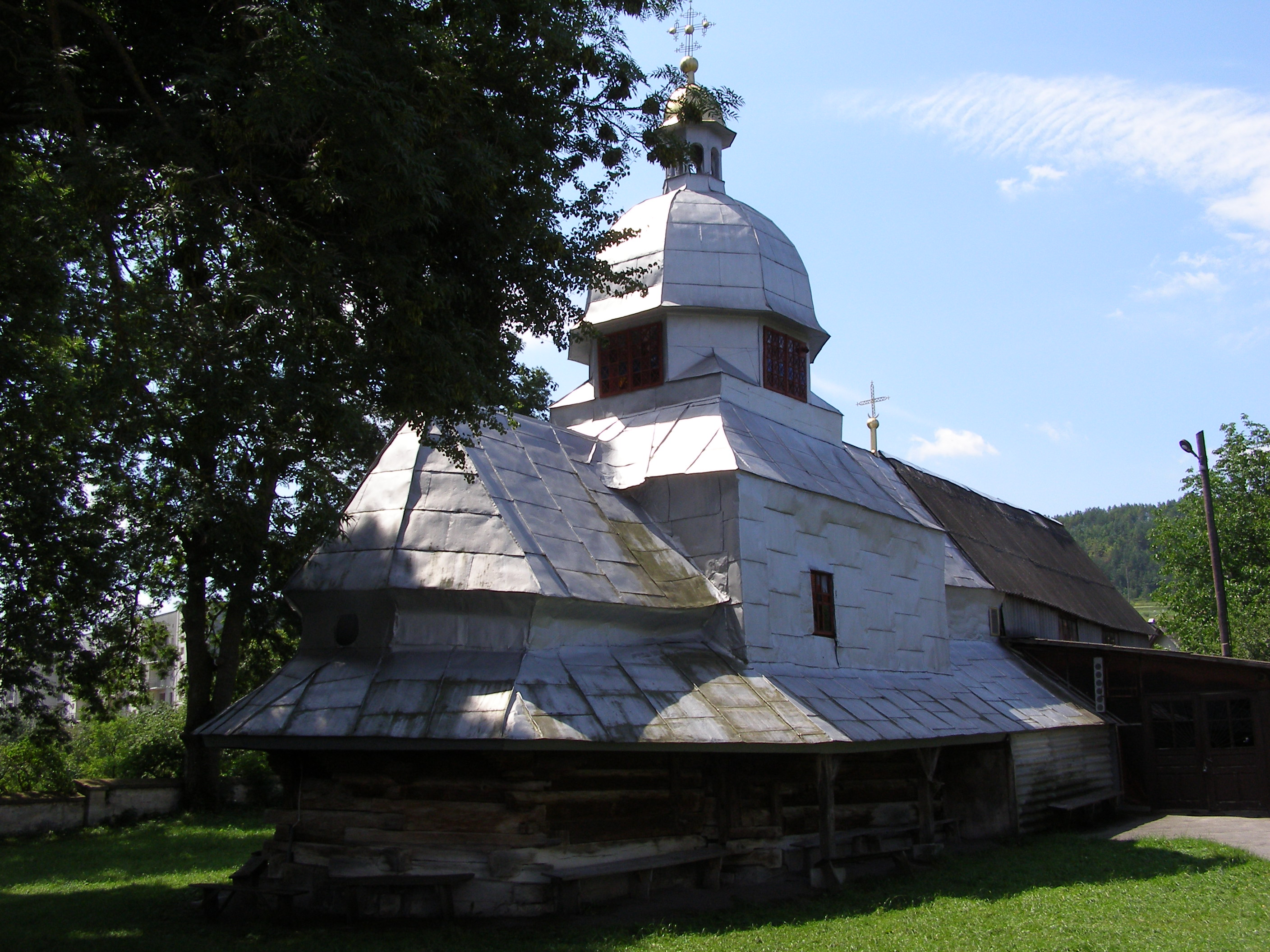
Церква Святого Миколая на Адамівці.

Ада́мівка — (нині мікрорайон Бережан) — містечко, що 1584—1843 існувало біля м. Бережан. Одна з причин його виникнення — нестача площі під забудову в Бережанах. Приблизне населення мікрорайону - 3000 осіб.

## Відомості
Походження назви містечка пов'язують за однією, легендарною, версією з іменем внука короля Русі Данила, сина княгині Ганни, за іншою — з іменем Адама-Ієроніма Синявського. У містечку жили полонені татари, згодом — селяни з навколишніх сіл. 1615 Адамівка — власність А.-І. Сенявського. Після його смерті 1619 містечком володіли сини Олександр, Миколай і Прокоп, пізніше — Адам-Єронім (син Прокопа), після нього (до 1684) — правнук Миколай-Єронім та останній із Сенявських — праправнук Адам-Миколай (1666—1726).
1600 року при церкві святого Миколая в Адамівці постало братство, статут якого 1603-го затвердив львівський православний єпископ Гедеон (Балабан). Тоді в містечку діяв гончарний цех. Близькість до Бережан не сприяла економічному розвитку Адамівки, яка через деякий час занепала. 1625 року громада містечка була підпорядкована Бережанському магістратові на правах автономії.
1843 року Адамівка як окремий населений пункт перестала існувати, об'єднана з Бережанами.
Із найдавніших архітектурних пам'яток збереглася церква святого Миколая (1691; дерев'яна).

В даний час мікрорайон Адамівка включає в себе такі вулиці:
- Шевченка
- Червона
- Загороди
- Шашкевича
- Старе місто
- Лесі Українки
- Адамівська
- Крушельницької